# Mercedes-Benz W138
Mercedes-Benz 260 D (або Mercedes-Benz W138) — перший у світі серійний легковий автомобіль з дизельним двигуном від компанії Mercedes-Benz, вперше представлений у Берлінському автомобільному салоні 21 лютого 1936 року.

## Історія
Експерименти з дизелями для легкових автомобілів компанія Daimler-Benz розпочала ще восени 1933 року. Тоді силовим агрегатом об'ємом 3818 см3 та потужністю 80 кінських сил оснастили модель Mannheim. Однак вібрація двигуна виявилася настільки сильною, що використовувати автомобіль для перевезення пасажирів виявилося неможливо. До того ж, після значного пробігу з тієї ж причини в рамі Mannheim виявилися тріщини. Тільки після напружених досліджень та практичних випробувань вдалося створити мотор меншого літражу та з прийнятним рівнем вібрації при роботі. Цей двигун при діаметрі циліндра 90 мм і ході поршня, що дорівнює 100 мм, мав робочий об'єм 2545 см3, а ступінь стиснення дорівнював 20,5 одиницям. При 3000 оборотах за хвилину він видавав 45 кінських сил. Двигун оснастили паливною системою фірми Bosch. Маса автомобіля дорівнювала 1530 кг.
Mercedes-Benz 260 D вперше був представлений у Берлінському автомобільному салоні 21 лютого 1936 року спільно з легковим автомобілем Hanomag Rekord від компанії Hanomag. Назву модель отримала на честь обсягу двигуна, заводський номер якого був OM138. При колісній базі 3050 мм автомобіль з кузовом типу пульман-лімузин мав 4,55 метра завдовжки і 1,63 завширшки. Крім того, будувалися також автомобілі з кузовами типу ландо і кабріолет. Кузовом ландо оснастили лише перші 13 машин, зібраних ще 1935 року. Потім було зібрано 55 машин для берлінських таксопарків. Головною перевагою нової моделі стала економічність. Середня витрата пального у 260D склала трохи більше 9 літрів на 100 км, тоді як його бензиновий аналог споживав на такій же дистанції 13 літрів. Максимальна швидкість автомобіля складала 94 км/год.
У 1937 році було проведено рестайлінг моделі, завдяки чому вона отримала нову решітку радіатора, бампери та інші модифікації. Вже через рік, в 1938 році двигун OM138 отримав суттєву доробку — електричні свічки розжарення, що полегшували запуск при низьких температурах. Дизельний двигун цієї конструкції виявився настільки вдалим, що його стали ставити на вантажівки L-серії моделей 1100 та 1500.
До 1940 року було зібрано 1967 автомобілів, проте з початком французької кампанії групі Daimler-Benz довелося повністю присвятити себе військовому виробництву, і випуск дизельних легковиків було припинено до 1949 року. Один з екземплярів автомобіля, що збереглися, можна побачити в музеї Mercedes-Benz в Штутгарті, Німеччина, другий же знаходиться в приватній колекції власника друкованого видання «Bombay Samachar».

## Двигун
- 2545 см3 OM138 I4 diesel 45 к.с. при 3000 об/хв